# Ricardo Stechina
Ricardo Oscar Stechina (Avellaneda, Provincia de Santa Fe, Argentina; 22 de abril de 1991) es un futbolista argentino. Juega como lateral por izquierda, aunque también puede desempeñarse como marcador central, y su primer equipo fue Gimnasia y Esgrima de Jujuy. Actualmente milita en Santa Croce de la Eccellenza de Italia.

## Clubes
| Club                          | País      | Año       |
| ----------------------------- | --------- | --------- |
| Newell's Old Boys             | Argentina | 2012      |
| Gimnasia y Esgrima de Jujuy   | Argentina | 2012-2013 |
| Atlético Adelante Reconquista | Argentina | 2013-2014 |
| Atlético Paraná               | Argentina | 2014-2015 |
| Instituto de Córdoba          | Argentina | 2016      |
| Atlético Paraná               | Argentina | 2016-2018 |
| Barrio Norte Avellaneda       | Argentina | 2018      |
| Zaragoza FC                   | España    | 2019      |
| Santa Croce                   | Italia    | 2019-?    |

## Palmarés
| Título                  | Club            | País      | Año  |
| ----------------------- | --------------- | --------- | ---- |
| Ascenso a la B Nacional | Atlético Paraná | Argentina | 2014 |